# Cho Jung-man
Cho Jung-man (조 정 - 사람), né en 1980 en Corée du Sud, est un manhwaga. Il est l'auteur de Witch Hunter, sa première série shōnen qui en est à 22 tomes parus en Corée du Sud et 22 en Europe.